# Circoscrizione I Est (Terni)
La I° Circoscrizione "Est" era una delle tre suddivisioni amministrative del comune di Terni. Istituita nel 2009, con le elezioni del consiglio comunale a Terni del 2014 e a seguito della legge 42/2010 che ha soppresso le circoscrizioni per i comuni con una popolazione inferiore ai 250.000 abitanti ha cessato le proprie funzioni.

## Morfologia
Era divisa in 4 distretti, corrispondenti a 13 quartieri e 24 frazioni, sui quali insisteva la presenza di tre delle nove precedenti circoscrizioni (Tacito, Valserra, Valnerina e Velino).

### Quartieri per popolazione
Vengono riportati solo i quartieri urbani. Le ex circoscrizioni Valserra, Velino e Valnerina sono composte perlopiù da frazioni e case sparse, quindi non vengono riportate.
| #  | Denominazione         | Popolazione |
| -- | --------------------- | ----------- |
| 1  | Sant'Agnese           | 6.824 ab.   |
| 2  | Bovio                 | 6.379 ab.   |
| 3  | Centro Storico (Clai) | 4.358 ab.   |
| 4  | Ex Ferrovieri         | 2.203 ab.   |
| 5  | Trevi                 | 2.077 ab.   |
| 6  | Casali di Papigno     | 1.011 ab.   |
| 7  | Toano                 | 972 ab.     |
| 8  | Tuillo                | 921 ab.     |
| 9  | Collestatte Piano     | 703 ab.     |
| 10 | Volghe-Prisciano      | 441 ab.     |
| 11 | Cervara               | 138 ab.     |
| 12 | Pentima               | 97 ab.      |
| 13 | Rocca San Zenone      | 89 ab.      |